# Carboxamidă

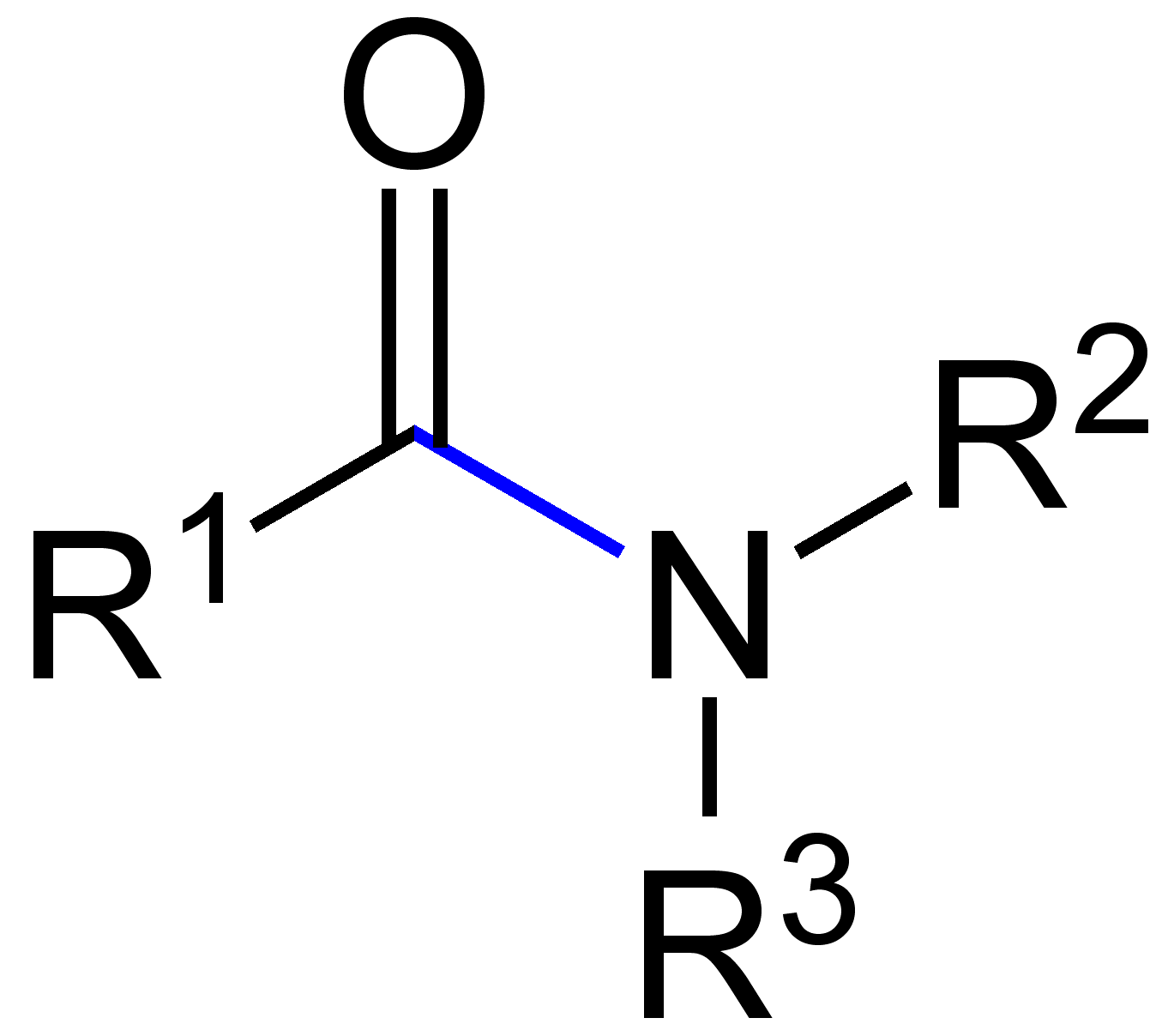
Structura generală a carboxamidelor

În chimia organică, carboxamidele (sau amino-carbonilii) reprezintă o grupă funcțională cu structura generală R-CO-NR'R, unde R, R' pot fi sbstituenți organici sau atomi de hidrogen.
Doi aminoacizi cunoscuți, asparagina și glutamina, au o grupare de carboxamidă în molecula lor.